# Aérodrome de Herkale
L’aérodrome de Herkale, code OACI : HDHE, est une piste d’atterrissage située à 7 kilomètres au nord-ouest du hameau de Khôr‘Angar à Djibouti.

## Situation
| \| 100 km1:5 610 000 \|Djibouti · Ambouli Ali-Sabieh Assa-Gueyla Chabelley Dikhil Herkale Moucha Obock Tadjoura |
| 100 km1:5 610 000                                                                                               |